# Jacqueline Jossa

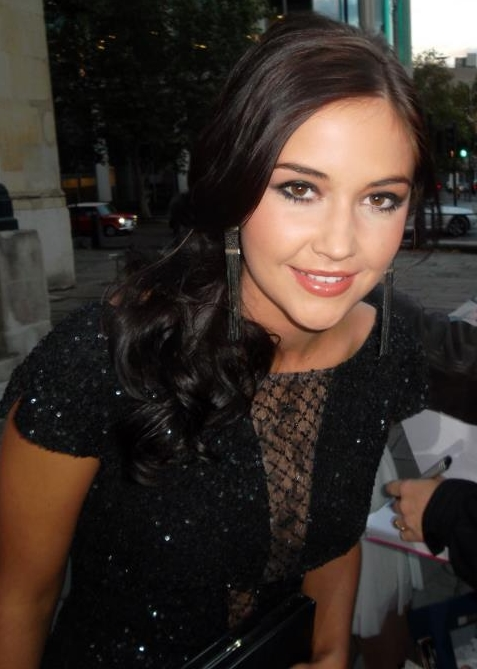
Jacqueline Jossa (2012)

Jacqueline Mary Jossa (* 29. Oktober 1992 in London-Bexley) ist eine britische Schauspielerin, die vor allem durch die Rolle der Lauren Branning in der britischen Seifenoper EastEnders bekannt wurde. Durch ihre Rolle gewann sie 2012 den Preis als "Best Newcomer" bei den National Television Awards.

## Leben und Karriere
Jossa wuchs im Londoner Stadtteil Bexleyheath als jüngste von vier Geschwistern auf. Sie nahm Schauspielunterricht an der D&B Theatre School in Bromley.
Als 2010 klar wurde, dass Madeline Duggan, die zuvor die Rolle als Lauren Branning in EastEnders verkörpert hatte, die Show verlassen würde, musste schnellstmöglich ein Ersatz gefunden werden. Jossa wurde für die Rolle im gleichen Jahr erfolgreich gecastet und übernahm die Rolle fortan.
Jossa ist zurzeit mit Dan Osborne in einer Beziehung, mit dem sie im Februar 2015 ihr erstes Kind bekam. Im Juni 2015 verlobten sich beide miteinander. Zwei Jahre später, im Juli 2017, heirateten Osborne und Jossa.

## Auszeichnungen
Jossa wurde schon im Jahr 2011 als "Best Newcomer" bei den britischen TV Choice Awards nominiert, verlor aber an Paula Lane. Am 25. Januar 2012 gewann sie dann aber bei den National Television Awards in der Kategorie „Best Newcomer“. Im gleichen Jahr wurde sie bei den British Soap Awards als „Sexiest Female“ nominiert.